# Вольфлінсвіль
Вольфлінсвіль (нім. Wölflinswil) — громада  в Швейцарії в кантоні Ааргау, округ Лауфенбург.

## Географія
Громада розташована на відстані близько 75 км на північний схід від Берна, 9 км на північний захід від Аарау.
Вольфлінсвіль має площу 9,5 км², з яких на 6,6% дозволяється будівництво (житлове та будівництво доріг), 62,3% використовуються в сільськогосподарських цілях, 31% зайнято лісами, 0,1% не є продуктивними (річки, льодовики або гори).

## Демографія
2019 року в громаді мешкало 1042 особи (+6,1% порівняно з 2010 роком), іноземців було 8,3%. Густота населення становила 110 осіб/км².
За віковим діапазоном населення розподілялося таким чином: 21,6% — особи молодші 20 років, 60,7% — особи у віці 20—64 років, 17,7% — особи у віці 65 років та старші. Було 452 помешкань (у середньому 2,3 особи в помешканні).
Із загальної кількості 347 працюючих 117 було зайнятих в первинному секторі, 86 — в обробній промисловості, 144 — в галузі послуг.